# Попов, Игорь Витальевич
Игорь Витальевич Попов (30 июня 1937, Новосибирск — 1 января 2014, Москва) — советский и российский театральный художник, архитектор, заслуженный художник Российской Федерации (1998).

## Биография
Игорь Витальевич Попов родился 30 июня 1937 года в Новосибирске. В 1962 году окончил Новосибирский архитектурный институт и работал в области архитектуры. В начале 1970-х годов начал работать в театре. В 1973 году он оформил во МХАТе спектакль «Соло для часов с боем» по пьесе О. Заградника.
В 1978—1984 годах был главным художником театра им. К. С. Станиславского, где оформил 7 спектаклей.
В 1987—2013 годах работал главным художником театра «Школа драматического искусства». Игорь Попов был архитектором нового здания театра, за проект которого в 1998 году был удостоен Государственной премии России.
Работал в театрах России, Италии, Франции и других стран. Оформил более ста спектаклей, включая парижскую постановку драмы Лермонтова «Маскарад» в Комеди Франсез.
Умер 1 января 2014 года. Похоронен 4 января на Востряковском кладбище.

## Награды и премии
- Приз лучшего художника-сценографа Венгрии в сезоне 1993—1994 гг. за оформление спектакля «Дядюшкин сон» Ф. М. Достоевского в Художественном театре Будапешта (постановка А. Васильева).
- Лауреат премии «Золотая маска» за спектакль «Плач Иеремии» (1997)
- Заслуженный художник Российской Федерации (26.01.1998).
- Лауреат Государственной премии России в области театрального искусства за создание Московского театра «Школа драматического искусства» (1998).
- Лауреат премии «Триумф» (2000).
- Кавалер офицерского креста ордена Заслуг за концепцию Национального театра в Будапеште.

## Работы в театре

### МХАТ
- 1973 — «Соло для часов с боем» (О. Заградник).
- «Заседание парткома» A. Гельмана
- 1975 — «Медная бабушка» Л. Зорина

### Театр им. К. С. Станиславского
- «Сирано де Бержерак» Э. Ростана в постановке Б. Морозова

- 1978 — «Первый вариант Вассы Железновой» по М. Горькому
- 1979 — «Взрослая дочь молодого человека» В. Славкина в постановке А. Васильева
- 1985 — «Серсо»
- 1987 — «Шестеро персонажей в поисках автора»

### Школа драматического искусства
- 1996 — «Плач Иеремии»
- 1998 — «А. С. Пушкин. Дон Жуан или Каменный гость и другие стихи»
- 2000 — «Моцарт и Сальери»
- 2008 — «Каменный ангел»
- 2010 — «Человеческий голос»
- 2012 — «Каин»
- 2013 — «Как важно быть серьёзным»

### Другие театры
- «Не стреляйте в белых лебедей» Б. Васильева (театр «Современник»)
- «Я стою у ресторана» Э. Радзинского (Театр им. В. Маяковского)
- 1992 — «Маскарад» М. Ю. Лермонтова (Комеди Франсез)
- 1994 — «Дядюшкин сон», постановка А. Васильева (Художественный театр Будапешта)
- 1996 —"Пиковая дама" (Германия)

## Фильмы-спектакли
- 1974 — Соло для часов с боем
- 1977 — Заседание парткома
- 1985 — Серсо
- 1986 — Путь
- 1990 — Взрослая дочь молодого человека
- 2010 — Бешеные деньги